# 貞敬夫人
貞敬夫人，是朝鲜王朝授予一品文武大臣之妻的尊號。貞敬夫人為正一品外命婦，由王妃（內外命婦之首）統領。根据朝鮮法律，只有正室可以擁有這個稱號。

## 品階
貞敬夫人與宗親之妻府夫人，屬外命婦最高品階者。其次，正二品文武官之正妻封貞夫人，正三品文武官正妻封淑夫人。君主乳母封奉保夫人。

## 著名例子
鄭蘭貞 ：朝鮮中宗時，領議政尹元衡之妾鄭蘭貞為貞敬夫人(尹元衡正室死後，妾鄭蘭貞被扶正為妻，但在朝鮮妾不能為妻)。她利用其政治地位和命婦之首文定王后作靠山，擾亂朝綱，可見貞敬夫人對王妃以及國家的影響力。

## 參看
- 夫人 (位號)
- 鄭蘭貞
- 朝鮮王朝位階